# Gradisca d'Isonzo
Gradisca d'Isonzo es una localidad y comune italiana de la provincia de Gorizia, región de Friuli-Venecia Julia, con 6.603 habitantes.

## Historia
Villa de la República de Venecia desde 1420, fue tomada por Maximiliano I de Habsburgo en 1511, durante la guerra de la Liga de Cambrai. El 6 de enero de 1921 la ciudad sería anexada al Reino de Italia (1861-1946).

## Evolución demográfica

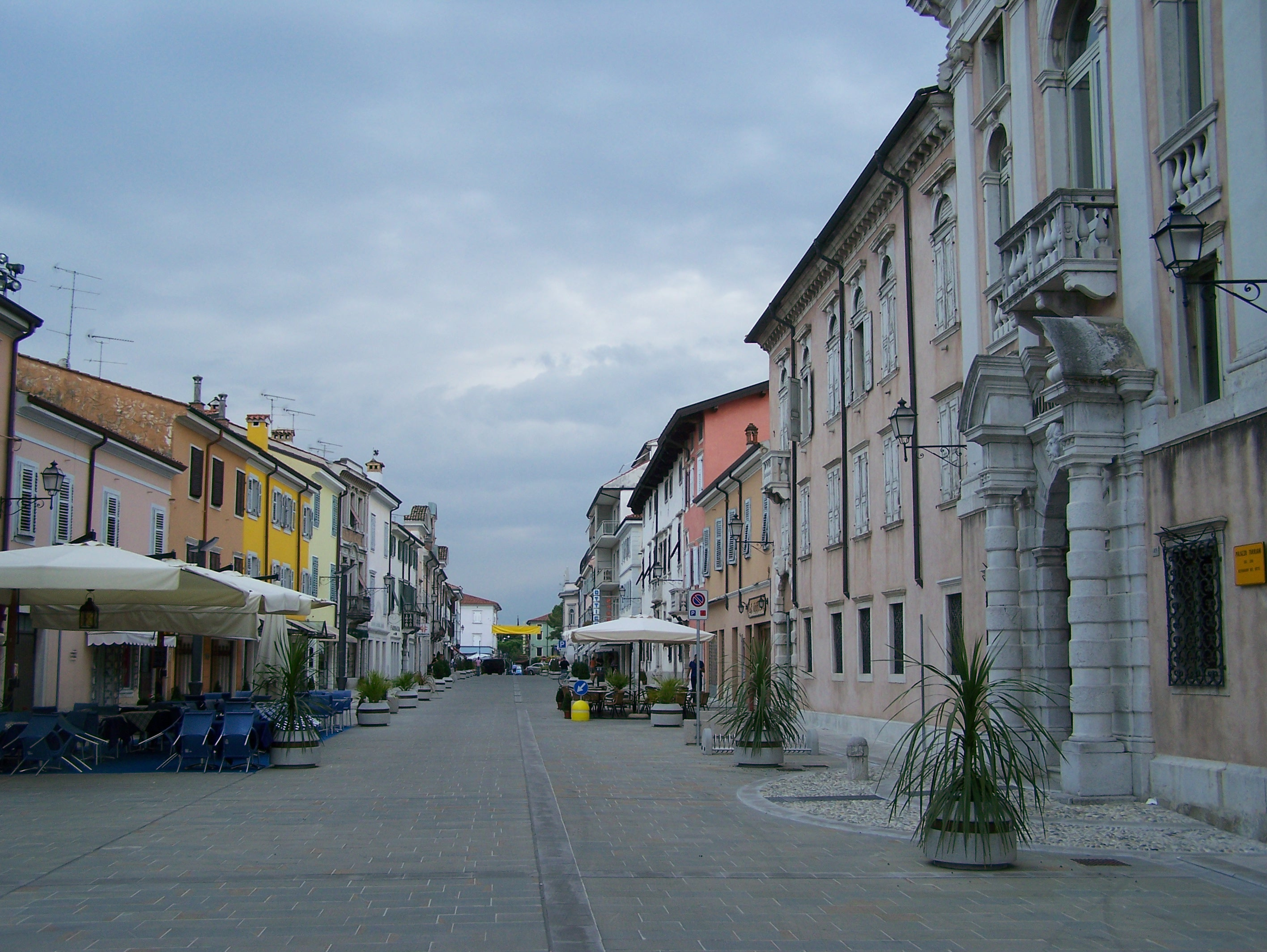
Palacio Torriani en Gradisca d'Isonzo.

| Gráfica de evolución demográfica de Gradisca d'Isonzo entre 1861 y 2001 |
|                                                                         |
| Fuente ISTAT - elaboración gráfica de Wikipedia                         |